# Lunar Orbiter 2
Lunar Orbiter 2 var en obemannad rymdsond från NASA, med uppdrag att fotografera månen. Den sköts upp med en Atlas SLV-3 Agena-D-raket från Cape Kennedy Air Force Station, den 6 november 1966. Den gick in i omloppsbana runt månen den 10 november 1966. Sonden kraschade på månens yta den 11 oktober 1967.
2011 fotograferade rymdsonden Lunar Reconnaissance Orbiter platsen där Lunar Orbiter 2 kraschade.

### Fotnoter
1. ↑  ”NASA Space Science Data Coordinated Archive” (på engelska). NASA. https://nssdc.gsfc.nasa.gov/nmc/spacecraft/display.action?id=1966-100A. Läst 26 mars 2020.